# Seminario maggiore (Parma)
Il Seminario maggiore è un edificio dalle forme rinascimentali situato in via Cardinal Ferrari 1 a Parma, a fianco del duomo; costituisce la sede del seminario diocesano di Parma.

## Storia
Sul luogo dell'attuale palazzo verso l'877 fu costruito un chiostro per volere del vescovo di Parma Guibodo, quale sede del Capitolo della Cattedrale di Parma, collegio di canonici da lui stesso fondato il 29 dicembre di quell'anno.
Nei primi anni del XVI secolo la Comunità di Parma istituì il ginnasio generale e ne individuò la sede nell'edificio capitolare, che fu completamente ricostruito; nel 1514 i canonici Floriano Zampironi, Lattanzio Lalatta e il laico Nicola Bertani incaricarono lo scalpellino Gianfranco Ferrari d'Agrate della realizzazione di un loggiato su due livelli, che avrebbe costituito la facciata del nuovo palazzo. Nello stesso anno i canonici del Capitolo e gli Anziani della Comunità fondarono inoltre la "Libreria del Capitolo", che trovò sede nell'edificio raccogliendo inizialmente le pergamene e i documenti dell'antica biblioteca della cattedrale, pervenuti in parte anche da donazioni private fin dal X secolo.
Nel 1563 il vescovo Alessandro Sforza di Santa Fiora, in ottemperanza ai dettami del Concilio di Trento, fondò il seminario diocesano e lo aggregò al ginnasio all'interno dell'edificio.
Verso la fine del XIX secolo il palazzo fu profondamente modificato e ampliato; il porticato e il loggiato sovrastante della facciata furono chiusi e gli interni furono risistemati; nel 1885 il vescovo Giovanni Andrea Miotti decise infine lo spostamento della biblioteca, arricchitasi di un ingente patrimonio librario all'inizio del secolo grazie alla donazione del vescovo Carlo Francesco Maria Caselli, nell'ala sud dell'edificio, in nuovi ambienti appositamente attrezzati; al suo posto trovò sede la cappella.
Verso il 1930 il vescovo Guido Maria Conforti, in considerazione dell'alto numero di seminaristi, decise di affiancare all'antico palazzo una nuova struttura di più ampie dimensioni al termine di viale Solferino, completata nel 1939.
Nel 1944 i bombardamenti alleati della seconda guerra mondiale danneggiarono l'edificio, colpendo soprattutto l'ala sud; al termine del conflitto il vescovo Evasio Colli avviò i lavori di restauro e ricostruzione della struttura; la biblioteca, gravemente danneggiata, fu completamente risistemata, ampliata e arricchita con numerosi volumi da lui stesso donati.
Dal 1970 al 2010 un'ala del palazzo ospitò il collegio universitario Giovanni XXIII, in seguito trasferitosi a causa delle difficoltà economiche nell'unica sede di strada Garibaldi.

## Descrizione
L'ampio edificio si sviluppa su un impianto rettangolare attorno a una corte affiancata su tre lati da portici.
La facciata principale è caratterizzata dalla presenza dell'imponente porticato con loggia sovrastante, chiuso alla fine del XIX secolo; ne restano visibili le alte colonne marmoree, con basamenti e capitelli corinzi, e la arcate a tutto sesto in mattoni, oltre al parapetto in laterizio in aggetto del primo piano. Decentrato si apre sulla sinistra tra due colonne il portale d'ingresso ad arco a tutto sesto, affiancato da piedritti in pietra con capitelli dorici e coronato da frontone triangolare spezzato; simmetricamente è posizionata un'analoga struttura in laterizio, chiusa. Il porticato e il loggiato racchiudono due livelli di aperture rettangolari, prive di cornice, mentre a coronamento si staglia il cornicione con modiglioni.
I prospetti ovest e sud sono contraddistinti dalla presenza di semplici aperture su tre livelli; sul fianco occidentale è collocata una lapide marmorea, in origine posta sulla Porta Benedetta, che si apriva nelle mura cittadine in epoca medievale a fianco del duomo.
Verso il termine del lato ovest si trova inoltre l'ingresso della "biblioteca del Seminario Minore", istituita nel 1989, che raccoglie il patrimonio librario dell'antica "Libreria del Capitolo", arricchitosi nei secoli grazie a numerose donazioni, e, dal 2011, i volumi provenienti dalla "biblioteca del Seminario Minore".